# Ōiso (Kanagawa)
Ōiso (jap. 大磯町, -machi) ist eine Gemeinde auf der japanischen Hauptinsel Honshū im Landkreis Naka in der Präfektur Kanagawa.
Ōiso liegt südlich von Tokio und Yokohama an der Sagami-Bucht.

## Geschichte
Ōiso war eine Poststation (宿場町 Shukuba-machi) der Tōkaidō während der Edo-Zeit.

## Verkehr
- Straße:
  - Nationalstraße 1, nach Tokio oder Kyōto
  - Tōkaidō
- Zug:
  - JR Tōkaidō-Hauptlinie nach Tōkyō oder Atami

## Angrenzende Städte und Gemeinden
- Hiratsuka
- Ninomiya

## Städtepartnerschaften
- Komoro, Japan, seit 1968
- Dayton, Vereinigte Staaten, seit 1968
- Yamaguchi, Japan, seit 1973
- Racine, Vereinigte Staaten, seit 1982

## Persönlichkeiten
- Gotō Katsu (1862–1889), Unternehmer

## Weblinks

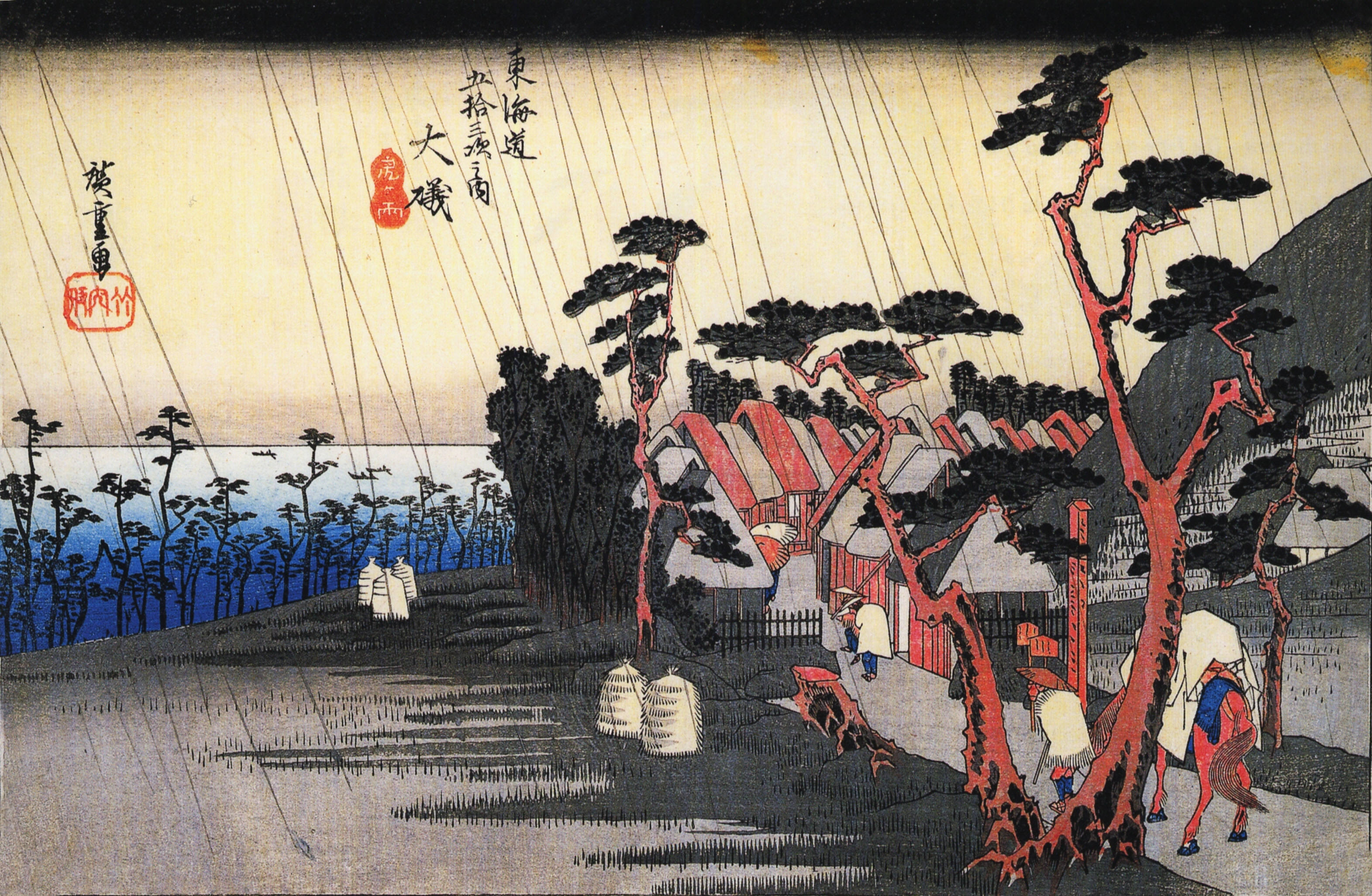
Hiroshige: 53 Stationen des Tōkaidō: Ōiso